# Доньчина чверть
Доньчина чверть, також відома як спадкова чверть (угор. leánynegyed; лат. quarta filialis) — правова доктрина, яка регулювала право доньки угорського шляхтича успадкувати майно свого батька.

## Витоки
Один із законів першого короля Угорщини Стефана I на початку ХІ століття дозволяв кожному землевласнику вільно «розділяти своє майно, передавати його своїй дружині, своїм синам і дочкам, своїм родичам або церкві». З іншого боку, аристократичні клани хотіли перешкодити членам інших кланів придбати свої маєтки через шлюб зі своїми родичками. Отже, протягом наступних століть розвивалися обмеження права доньки на спадкування батькового майна. Історик Мартин Раді стверджує, що «особливе прочитання» закону Публія Фальцідія в Кодексі Феодосіяна, швидше за все, дало початок формуванню нової правової доктрини. Радий також припускає, що церковники мали відіграти визначну роль у його розвитку, оскільки вони могли відкликати «батьків до їхніх обов'язків» і конкретизувати їхні обов'язки щодо своїх дітей, хоча юрисдикція церковних судів у справах щодо нерухомого майна була обмежена.

## Розвиток
Золота булла 1222 року містить першу згадку про доньчину чверть. У Золотій Буллі говорилося, що королівський слуга, який помер, не маючи спадкоємця чоловічої статі, але мав принаймні одну доньку, міг вільно заповісти лише три чверті свого майна, оскільки одна чверть належала їй. Доньчина чверть не залежала від кількості дочок, оскільки дочки шляхтича мали спільне право на чверть майна свого батька.
Доньчина чверть повинна була сплачуватися в основному готівкою або рухомими речами. У 1290 році закон прямо забороняв, щоб маєтки шляхтича могли бути захоплені іншим шляхтичем, який не був членом його клану, через одруження з дочкою, яка має право на доньчину чверть. Сума, що підлягала виплаті дочкам, визначалася відповідно до набору правил, відомих як «комунальна оцінка», яка завжди давала вартість, нижчу за ринкову ціну. Якщо спадкоємці шляхтича чоловічої статі не могли виплатити його дочці рухомим майном, вони мали право компенсувати її землею, обумовлюючи право викупу її за попередньо обумовленою ціною.